# Anton Tanner (Inspektor)
Anton Ferdinand Tanner (* 28. Oktober 1829 in Einsiedel; † 20. März 1902) war ein deutscher Soldat und Präsident des Königlich-Sächsischen Militärvereinsbundes.

## Leben
Anton Tanner besuchte die Dorfschule zu Einsiedel und wurde im Ort konfirmiert. Durch seinen Vater hatte Tanner eine streng kirchliche Gesinnung. Er betätigte sich in der praktischen Strumpfwirkerei und wurde bereits im Alter von 18 Jahren als Comptoirist tätig, indem er als Expedient bei der Eismann'schen Baumwollspinnerei angestellt wurde. Er arbeitete bis 1849 in dieser Stellung und wurde aufgrund der revolutionären Umstände im Königreich Sachsen zu den Soldaten ausgehoben. Ende 1849 traf er so als Rekrut in Dresden ein und wurde der 4. Kompanie des 9. Bataillons der 3. Infanterie-Brigade zugeteilt. Er wirkte in diesem Verband zunächst als Vice-Korporal, darauf im April 1850 zum Schreiber in das Bureau der Brigade, im September 1850 in dieser Stellung zum Prinzen Albert und wurde dann zum Fourier befördert.
Nach 6½ Jahren im Dienst schied er aus dem aktiven Heeresdienst aus und fand in Dresden eine Anstellung als Stadtgerichtkopist. Bald darauf wurde er Ratskopist, hernach Expedient und dann Registrator im Armenamt. 1873 nahm er beim Deutschen Kriegertag bei Weißenfels teil, wo dortige Vorbereitungen schließlich zur Gründung des Königlich-Sächsischen Militärvereinsbundes am 13. Juli 1873 in Dresden führten, wo Tanner zunächst als Vizepräsident wirkte. Er betätigte sich bei den Organisationsarbeiten des Militärvereinsbundes und avancierte schließlich zum Bundespräsidenten. 1882 wurde er mit dem Roten Adlerorden IV. Klasse ausgezeichnet. Beruflich war er noch als Inspektor der städtischen Arbeitsanstalt sowie als Beleuchtungsinspektor wirkend, bevor er schließlich in Pension ging, um sich ganz dem Militärvereinswesen zu widmen. 1899 wurde der Oberjustizrat Bruno Windisch zu seinem Nachfolger gewählt.